# Rio Bănița
O Rio Băniţa é um rio da Romênia afluente do Rio Jiul de Est, localizado no distrito de Hunedoara.